# Bonoua
Bonoua – miasto na południowo-wschodnim Wybrzeżu Kości Słoniowej, w regionie Sud-Comoé. Według danych na rok 2014 liczyło 38 135 mieszkańców.